# Josef Velenovský
Josef Velenovský (Blatné, 4 de abril de 1858 - Mnichovice, 7 de maio de 1949) foi um botânico, micologista, pteridologista e briologista tcheco. Ele também trabalhou com fósseis. Além de cientista, foi professor no Instituto Botânico da Universidade de Praga, alternando com seu colega Ladislav Josef Čelakovský. Ele também foi professor de botânica da Universidade Carolina, onde concentrou-se no estudo da micologia na metade final de sua vida. Velenovský fez inúmeras coletas de cogumelos, principalmente na região da Boêmia, e descreveu pelo menos 2 000 espécies de fungos. Muitas de suas amostras-tipo e outras coleções estão guardadas no herbário do Museu Národní em Praga.